# 田中久文
田中 久文（たなか きゅうぶん、1952年9月 - ）は、日本の哲学者。日本女子大学名誉教授。専攻は倫理学・日本思想史・日本文化論。

## 経歴
1952年、埼玉県で生まれた。東京大学文学部倫理学科で学び、1976年に卒業。同大学大学院に進み、博士課程を修了。
その後は日本大学理工学部教授を経て、日本女子大学人間社会学部教授。1999年、学位論文『九鬼周造の倫理学的研究』を東京大学に提出して文学博士の学位を取得。日本女子大学を定年退任し、名誉教授。

## 受賞・栄典
- 1993年：『九鬼周造』で中村元賞を受賞。

## 著作
著書
- 『九鬼周造：偶然と自然』ぺりかん社 1992、再版2001
  - 文庫判『九鬼周造』講談社学術文庫 2022
- 『日本の「哲学」を読み解く：「無」の時代を生きぬくために』筑摩書房〈ちくま新書〉 2000
  - 文庫判『日本の哲学をよむ：「無」の思想の系譜』ちくま学芸文庫 2015
- 『丸山眞男を読みなおす』講談社選書メチエ 2009
- 『日本美を哲学する：あはれ・幽玄・さび・いき』青土社 2013
- 『象徴天皇を哲学する』青土社 2018
- 『西田幾多郎』作品社 2020
- 『〈聖戦〉という思想：近代日本の宿命』作品社 2025

共編著
- 『甦る和辻哲郎：人文科学の再生に向けて』佐藤康邦・清水正之共編（叢書倫理学のフロンティア）ナカニシヤ出版 1999
- 『九鬼周造エッセンス』編・解説、こぶし書房(こぶし文庫) 2001
- 『再考 三木清 現代への問いとして』藤田正勝・室井美千博共編、昭和堂 2019
- 『九鬼周造 近代日本思想選』編・解説、ちくま学芸文庫 2020
- 『キリスト教をめぐる近代日本の諸相：響鳴と反撥』鶴岡賀雄・加藤和哉・小林剛共編、オリエンス宗教研究所 2008
- 『三木清との哲学対話 『人生論ノート』をもう一度』宮島光志・森下直貴共編、花伝社 2025